# Alfa Romeo 166 Bertone Bella
La Bella è una concept car prodotta dall'Alfa Romeo nel 1999. Fu concepita per gettare le basi di un'eventuale versione coupé dell'Alfa Romeo 166, ma il progetto non ebbe seguito.

## Il contesto
Fu presentata al Salone dell'automobile di Ginevra nel 1999. La vettura è stata sviluppata grazie ad una collaborazione tra Alfa Romeo e Bertone. Basata sull'Alfa Romeo 166, che avrebbe dovuto montare il motore Busso V6 da 3 L di cilindrata che erogava la potenza di 225 cv. L'unico esemplare prodotto monta invece il motore twin spark 2000 di cilindrata
La carrozzeria era 2+2, ma nonostante offrisse 4 posti, Bertone introdusse una soluzione particolare su questa vettura, in quanto i sedili posteriori erano abbattibili e permettevano un ampliamento del bagagliaio. Ciò fu voluto analizzando la tendenza dei possessori di vetture sportive a 4 posti ad utilizzare i sedili posteriori come posto supplementare dove alloggiare i bagagli.
Il design della vettura viene originato dallo scudo della fabbrica, in quanto esso, scolpito nel cofano motore, dava l'avvio all'intera linea, la quale si fondeva in un unico blocco compatto. Il parabrezza adottava una soluzione aeronautica, in quanto era integrato con i finestrini laterali.
Gli interni erano realizzati in pelle rossa, abbinati a numerosi dettagli in acciaio.